# Pallamano 85 San Lazzaro
La Pallamano 85 San Lazzaro è una società italiana di pallamano di San Lazzaro di Savena (BO) fondata nel 2020, che prosegue la tradizione sportiva della Pallamano 85 Castenaso, fondata nel 1998 e scioltasi nel 2017, soprannominata i Pirati. 
Attualmente milita in Serie B, la quarta serie del campionato italiano di pallamano maschile.

## Storia

### Pallamano 85 Castenaso
L'Associazione sportiva Pallamano 85 Castenaso nasce nel giugno 1998 dalla fusione di 3 preesistenti associazioni bolognesi: Atletico Handball Club, Progresso pallamano e 1985 Pallamano Bologna.
L'Atletico Hanball Club nasce nel 1992, su iniziativa di Antonio Jelich; la squadra conquista la promozione in serie C nel 1993, dopo il primo campionato di serie D.
Nel 1995 avviene l'unione con il Progresso pallamano, società nata su iniziativa di Fabio Gnugnoli, Fabio Orsini ed altri giocatori per mantenere la pallamano a Castel Maggiore; nel primo campionato dopo la fusione, la squadra è promossa in serie B.
Nel 1996 l'organico dell'Atletico Hanball Club si rinforza con l'arrivo di Daniele Gorla (ex Gymnasium Bologna e H.C. Bologna 1969), reduce da tre anni consecutivi in Serie A1 e da una breve esperienza nella nazionale maggiore. La salvezza nel primo campionato di serie B viene raggiunta.
Nel 1997 avviene l'unione con la 1985 Pallamano Bologna, società fondata da Andrea Fabbri, Gianluca Bernardini e Massimo Bordoni, operante soprattutto nel settore giovanile, che aveva conseguito buoni risultati a livello regionale, come la conquista del titolo under 15 del 1998. La sinergia tra la vecchia guardia e l'innesto di un altro giocatore di esperienza come David Cremonini (anch'egli ex Gymnasium Bologna e H.C. Bologna 1969) porta la squadra, nel 1998, a sfiorare la promozione in serie A2.
Nel 1999 arriva Pierpaolo Freo (ex Nazionale) e la formazione bolognese vince il girone B del Campionato di Serie B.
Nella stagione 1999-2000 la Pallamano 85 Castenaso affronta per la prima volta il campionato di A2, e conquista la salvezza con un mese di anticipo rispetto alla fine del torneo; è in squadra Alexander Mirzamamedov, un russo proveniente dal Gymnasium Bologna con un passato nel campionato jugoslavo nelle file del Pelister Bitola.
Il risultato di maggior rilievo comunque, è la conquista del titolo di Campione d'Italia da parte della squadra under 19.
Nel 2000-2001 la squadra è rivoluzionata in seguito alla decisione di molti giocatori "storici" di abbandonare l'attività agonistica; si ricorre così ai giovani anche se restano in squadra atleti di esperienza come Andrea Baroni, Gabriele Maurizzi; la Pallamano 85 riconquista la permanenza in A2.
Nel 2001-2002 entra in squadra Massimo Bernardi (ex Bologna United); la stagione si chiude ancora con la conferma di categoria.
Per la stagione 2002-2003 vengono acquistati lo sloveno Bostjan Hribar, terzino mancino del 1976, Giorgio Permunian, il portiere Claudio Mengoli, Antonio Lugli, pivot proveniente dalla Pallamano Modena. Il girone si chiude con 19 vittorie, 2 pareggi e 3 sconfitte e la squadra ottiene l'accesso al girone di play-off (cui partecipano le prime due classificate di ciascuno dei tre gironi di serie A2) che vince battendo 36-25 la squadra di Enna ed ottenendo la promozione in serie A1.
La stagione successiva, nel massimo campionato, la squadra, in gran parte costituita da atleti locali, retrocede in serie A2.
Il 19 aprile 2008 è promossa in serie A1.
Il 9 maggio 2009 i pirati, sostenuti da un numerosissimo pubblico, vincono la terza gara della serie dei play-out contro il Cologne (33-27). Raggiungono così la salvezza e si riconfermano in serie A1. Da segnalare che, con la stagione 2008/2009, Giuliano Gottardi supera quota 1000 goal (1006 per la precisione) e diventa così il primo atleta a superare quota 1000 nella storia dei Pirati di Castenaso. Nella stagione 2011/2012 viene promossa nella massima serie.
Nella stagione 2012/2013 disputa la Serie A-1 Divisione Nazionale ma viene retrocessa in A2. Nella stagione 2013/14 viene promossa nella massima serie ottenendo la salvezza ma nella stagione successiva si ritira a metà campionato. 
Dopo aver giocato per l'ultima volta in Serie B nella stagione 2016-2017, la società si scioglie e chiude l'attività.

### Pallamano 85 San Lazzaro
Nel post pandemia del 2020, nasce la società Pallamano 85 San Lazzaro presieduta dal presidente Jelich. Al primo anno vince i playoff di Serie B e ottiene la promozione in Serie A2.

## Statistiche

### Record di squadra
- Partite giocate: 471
- Partite vinte: 246
- Partite pareggiate: 29
- Partite pareggiate vinte ai rigori: 2
- Partite pareggiate perse ai rigori: 3
- Partite perse: 191
- Totale gol fatti: 11.637
- Totale gol subiti: 11.305
- Differenza gol: 332
- Media gol fatti:  24,71 %
- Media gol subiti: 24,00 %

### Record di presenze
| - 271 - Gottardi Giuliano - 223 - Mucciarelli Mirko - 215 - Frabetti Marco - 214 - Molinari Marco - 190 - Donadi Davide - 174 - Piana Marco - 158 - Merni Andrea - 151 - Ladinetti Matteo - 150 - Boi Carlo Alberto - 149 - Guerrini Alessandro |

### Record di reti
| - 1459 - Gottardi Giuliano - 727 - Mucciarelli Mirko - 592 - Donadi Davide - 505 - Mirzamamedov Alexander - 471 - Macchiavelli Davide - 442 - Molinari Marco - 378 - Torri Leonardo - 356 - Frabetti Marco - 332 - Ladinetti Matteo - 311 - Pernici Andrea |

## Presidenti

### Pallamano 85 Castenaso
- Antonio Jelich (1998–2006)
- Gianluca Bernardini (2006-2007)
- Antonio Jelich (2007-2015)

### Pallamano 85 San Lazzaro
- Antonio Jelich (2020-)

## Allenatori

### Pallamano 85 Castenaso
- Antonio Jelich (1992-1997)
- Andrea Fabbri (1997-2004)
- Massimo Bordoni (2004-2006)
- Alexander Mirzamamedov (2006-2009)
- David Cremonini (2009-2011)
- Andrea Gualandi (2011-2013)
- Franco Pesaresi (2013-2015)

### Pallamano 85 San Lazzaro
- Andrea Fabbri (2020-)

## Rosa 2023/2024
| N  | Naz               | Ruolo            | Giocatore              |
| -- | ----------------- | ---------------- | ---------------------- |
| 20 | Italia (bandiera) | Portiere         | Ayman El Hayek         |
| 60 | Italia (bandiera) | Portiere         | Rossi Michele          |
| 70 | Italia (bandiera) | Portiere         | Riccardo Magri         |
| 2  | Italia (bandiera) | Terzino sinistro | Riccardo Stabellini    |
| 3  | Italia (bandiera) | Terzino sinistro | Filippo Felletti       |
| 5  | Italia (bandiera) | Pivot            | Cacciari Luca          |
| 7  | Italia (bandiera) | Terzino sinistro | Gabriele Rossini       |
| 8  | Italia (bandiera) | Ala Destra       | Alessandro Bozzoli     |
| 9  | Italia (bandiera) | Ala Sinistra     | Marco Dallari          |
| 11 | Italia (bandiera) | Centrale         | Francesco Toschi       |
| 13 | Italia (bandiera) | Ala Destra       | Alessandro Parmeggiani |
| 15 | Italia (bandiera) | Jolly            | Davide Simiani         |
| 19 | Italia (bandiera) | Pivot            | Nerio Zaltron          |
| 23 | Italia (bandiera) | Terzino sinistro | Jacopo Aurelio March   |
| 24 | Italia (bandiera) | Ala Destra       | Luca Cimatti           |
| 25 | Italia (bandiera) | Ala Sinistra     | Jacopo Barattini       |
| 26 | Italia (bandiera) | Pivot            | Giacomo Santolero      |
| 28 | Italia (bandiera) | Centrale         | Francesco Cremonini    |
| 43 | Italia (bandiera) | Terzino destro   | Jonas Mathà            |
| 69 | Italia (bandiera) | Pivot            | Mattia Paravidino      |
| 77 | Italia (bandiera) | Ala Sinistra     | Sebastiano Garau       |
| 91 | Italia (bandiera) | Centrale         | Nepomiceno Mula        |